# Trevirana coccinea
Trevirana coccinea là một loài thực vật có hoa trong họ Tai voi. Loài này được (Scop.) Willd. miêu tả khoa học đầu tiên năm 1809.